# Aéroport de Yélimané

i7
i11
i13
Der Aéroport de Yélimané (IATA-Code: EYL, ICAO-Code: GAYE) ist ein kleiner Flugplatz in der Republik Mali in der Region Kayes. Der Flugplatz befindet sich in der Nähe der Landesgrenze zur Islamischen Republik Mauretanien und liegt nur wenige Meter neben der Siedlung von Yélimané.
Bis zum 24. Dezember 2012 wurde der Flugplatz wöchentlich durch Air Mali mit kleineren Turboprop-Maschinen im Inlandsdienst angeflogen. Air Mali hat den Betrieb bis auf weiteres eingestellt.